# Montclar (Barcelona)
Montclar es un municipio de la comarca catalana del Bergadá en la provincia de Barcelona. Está formado por los núcleos de Montclar, el Casó y Torregassa.

## Historia
Aparece citado por primera vez en documentos de 1117. En 1240, Jaime I de Aragón cedió el lugar a Pere de Breda retornando a la Corona en 1309.

## Demografía
Montclar cuenta con una población de 132 habitantes (INE 2024).
| Gráfica de evolución demográfica de Montclar entre 1842 y 2021 |
| |
| Población de derecho según los censos de población del INE. Población de hecho según los censos de población del INE.En este censo se denominaba Montlar de Berga: 1842. En este censo se denominaba Monclar: 1857. |

| 1900 | 1930 | 1950 | 1970 | 1981 | 1986 | 2008 |
| ---- | ---- | ---- | ---- | ---- | ---- | ---- |
| 353  | 361  | 361  | 263  | 270  | 258  | 117  |